# Eupogonius subaeneus
Eupogonius subaeneus es una especie de escarabajo longicornio del género Eupogonius, tribu Desmiphorini, subfamilia Lamiinae. Fue descrita científicamente por Bates en 1872.

## Descripción
Mide 5,25-6,5 milímetros de longitud.

## Distribución
Se distribuye por Colombia, Guayana Francesa, Honduras, México, Nicaragua y Panamá.